# يحيى المكشري
يحيى المكشري (مواليد 7 فبراير 1990) هو ملاكم تونسي، مثّل بلاده في الألعاب الأولمبية الصيفية 2012.

## روابط خارجية
يحيى المكشري على موقع أوليمبيديا (الإنجليزية)